# Lay Gayint
Lay Gayint är ett distrikt i Etiopien.   Det ligger i regionen Amhara, i den norra delen av landet, 300 km norr om huvudstaden Addis Abeba.